# 동남아시아의 인도화

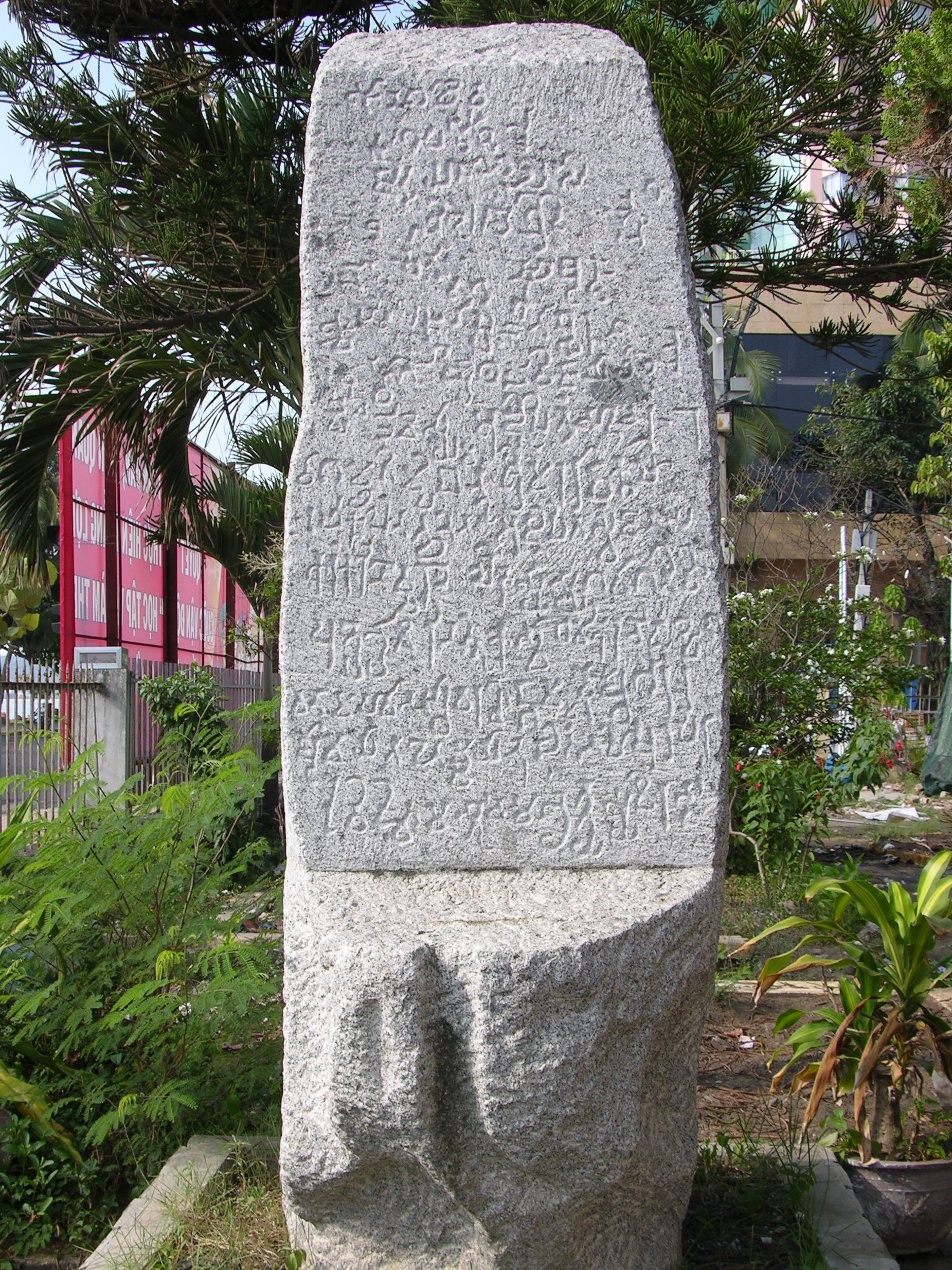
보깐 명문(Võ Cạnh inscription)은 동남아시아에서 발견된 가장 오래된 산스크리트어(Sanskrit) 명문이다. 베트남(Vietnam) 카인호아성(Khánh Hòa Province) 나짱(Nha Trang)의 보깐(Võ Cạnh)이라는 마을에서 발견되었다. 카인호아박물관(Khanh Hoa Museum) 소장 복제품.

기원후 1세기, 인도 문화(Indian culture)는 동남아시아(Southeast Asia) 지역으로 진입하기 시작하였다. 동남아시아로의 인도 문화의 확산은 인도화(Indianization)라고 한다. 인도화라는 용어는 프랑스 고고학자 조르주 쾨데스(George Cœdès)의 『극동 힌두 국가 고대 역사(Histoire ancienne des états hindouisés d'Extrême-Orient)』라는 책에서 처음 사용되었다. 인도화에 대하여 쾨데스는 왕족, 힌두교(Hinduism), 불교(Buddhism), 산스크리트 방언의 인도 시초에 기반하여 조직된 문화의 확장으로 정의하였다. 상당수 국가들은 인도문화권(Indosphere) 영향에 놓이게 되어, 대인도(Great India)의 한 부분이 되었다. 또한 동남아시아 산스크리트화(Sanskritization)라는 문화적 확장, 인도화 왕국(Indianized kingdoms)의 부흥, 동남아시아 힌두교의 확산, 불교의 실크로드 전파(Silk road transmission of Buddhism)를 야기하였다. 인도식 경어법(Indian honorifics)은 말레이어(Malay), 태국어(Thai), 필리핀어(Filipino), 인도네시아 제어(Indonesian languages)에 차용되었다. 인도 태생 인물(Person of Indian-Origin, PIO)들의 역사적 인도 디아스포라(historical Indian diaspora), 비거주 인도인(Non-Resident Indian, NRI)들의 현대적 인도 디아스포라(current Indian diaspora) 모두 지정학적, 전략적, 교역적, 문화적 전통과 경제적 측면에서 동남아시아 지역에 계속해서 중요한 역할을 하고 있다. 대부분 동남아시아 국가들은 상당 규모의 인도 공동체들이 있는데, 이들은 보통 자신들보다 더 큰 규모의 화교(華僑, ethnic Chinese) 소수집단과 함께 있다.

## 인도화의 확산

인도아대륙에서 아시아 특히 동남아시아로 힌두교가 확산한 것은 약 1세기경으로, 동남아시아에 힌두인의 정착지와 정치체를 특징으로 한다.

동남아시아 도서 지역(insuluar Southeast Asia)과 내륙 지역(mainland Southeast Asia)에 인도화 확산 여하에 관한 이론들은 다양하다. 각 이론은 동남아시아로의 인도 언어 및 문화의 주요 포교자로서 여러 인도 카스트(caste) 계층들의 대변하여 논쟁 중에 있다.

### 바이샤 무역상 이론
이러한 이론들의 첫 번째는 바이샤 무역상(Vaishya trader) 카스트 계층과 이들이 교역을 통하여 인도 전통을 동남아시아로 가져간 역할에 대하여 주목한다. 동남아시아는 자원이 풍족하였으며, 인도 아대륙(Indian sub-continent)에서는 이러한 자원들을 탐내고 있었다. 가장 중요한 자원으로는 금(gold)이었다.
기원후 4세기경, 로마제국(Roman Empire)의 육로 교역로에 대한 장악력을 높여감에 따라, 인도 아대륙은 금이 부족하였다. 또한 이 시기는 동남아시아에서의 인도 교역에 관한 첫 증거가 보이는 때이기도 하다. 바이샤 무역상들은 금을 획드갛기 위하여 해상 교역으로 돌아섰고, 동남아시아로 항해하였다. 그러나 인도화가 교역을 통하여 확산되었다고만 결론 짓기에는 부족하다. 인도화가 단지 상인 계층뿐 아니라 동남아시아 사회 전 계층으로까지 침투하였기 때문이다.

### 크샤트리아 전사 이론
다른 이론으로는 인도화가 크샤트리아 전사(Kshatriya warrior) 계층을 통하여 확산되었다는 것이다. 이들이 지역 부족을 정복하고 정치 권력을 수립하려는 의도를 가지고 왔다는 점에서, 이 가설은 동남아시아에서의 국가 형성을 설명하기에 좋다. 그러나 이 이론은 입증해 줄 문헌 증거들이 매우 부족하여 역사가들의 흥미를 끌지 못하였다.

### 브라만 이론
가장 많은 지지를 받는 이론으로는 브라만 학자(Brahmin/Brahman scholar) 계층을 통한 확산이다. 이들은 바이샤 무역상들이 구축한 해상 교역 경로를 이용하여 동남아시아 엘리트 계층으로 힌두 종교와 철학 전통을 확산시켰다. 엘리트 계층으로 확산되자, 하급 계층들에게도 확산되었고, 이것이 동남아시아 사회 전 계층에서 나타나는 인도화가 되었던 것이다. 브라만들은 종교와 철학 분야에서만 영향을 끼쳤지만, 동남아시아에서는 인도 영향을 받은 법전과 건축학을 수용하였다.
이들 이론 중 어느 한 가지만을 택하기 보다는 세 이론을 조합함으로써 동남아시아 인도화를 설명할 수 있다. 해상 무역 네트워크가 확산되고 있었으며, 이를 통해 무역상들은 동남아시아에서 금과 향료를 가져왔다. 이 무역 네트워크가 구축되자, 새로운 전사 계층은 선발된 동남아 지역에서 군사적 역량을 발휘하였다. 결국 이러한 무역 네트워크 확산이 브라만 학자들의 유입을 야기하였고, 이들은 자신들의 법률, 미술, 철학에 관한 지식을 동남아시아 엘리트들에게 전파하였다. 따라서 브라만 학자들을 통하여 많은 인도 및 힌두 관습이 동남아시아 사회 전 계층으로 확산되었던 것이다.

## 문학
기원후 초기 세기에 발견된 산스크리트어 문헌은 동남아시아로 확산한 문헌들의 가장 이른 시기 형태로 알려져 있다. 이러한 영향이 점차 커짐에 따라, 산스크리트 방언 형태로 방글라데시(Bangladesh)에서부터 캄보디아(Cambodia), 말레이시아(Malaysia), 태국(Thailand)으로까지 그 영향권이 확산되었고, 일부는 인도네시아 제도들 일부에까지 확장되었다. 또한 버마(Burma), 태국, 라오스(Laos), 캄보디아 언어들의 알파벳은, 인도 알파벳을 원형으로 하여 변형된 것들로, 이러한 변형 알파벳은 각 언어 내에서만 사용되어 왔다.
산스크리트어 활용은 법적 용례를 포함한 모든 일상에서 뚜렷하게 나타났다. 산스크리트어 용어와 토착어는 고대 왕실에서 나타나, 법전을 기반으로 구성된 제도 등 인도식으로 구조화된 절차를 성립시켰다. 법전과 조직, 특히 '신왕(神王, God King)' 개념을 통하여 나타난 법률 개념은 동남아 지도자들 상당수가 포용하였다. 예를 들어, 이 시기 통치자들 가운데, 임읍(林邑)에서는 산스크리트 방언을 채용하여 인도신 시바(Shiva)를 위한 성역을 설정하였다. 이후 많은 통치자들은 자신들을 힌두신의 부활 혹은 후손이라고 칭하였다. 그러나 불교가 이들 국가에 들어오자 이러한 시각들은 대체되었다.

## 종교
힌두교와 불교의 영향은 동남아지역 여러 문명에 상당한 영향을 끼쳤다. 이들 문명은 기록 전통을 구성하는 요소들에 모종의 구조를 제공하였다. 이들 종교의 확산과 적응에 관한 중요 요소는 3~4세기 교역 시스템으로부터 기원하였다. 이들 종교의 메시지를 확산시키기 위하여, 불교 및 힌두교 승려들은 상인 계층에 합세하여 자신들의 종교적 문화적 가치와 신념을 공유하는 것을 추구하였다. 메콩 삼각주(Mekong delta)를 따라, 종교의 인도화의 모범적 사례는 부남 혹은 푸난(扶南, Funan)이라는 공동체들에서 발견될 수 있다. 가장 이른 시기의 기록으로는 베트남 보깐의 한 바위에 새겨진 기록을 통해 발견할 수 있다. 명문은 산스크리트어로 기록된 불교 고문헌과 남인도 문헌들로 구성되어 있다. 이 문헌들은 3세기 초반에 작성된 것들이다. 인도 종교는 동남아 지역 문화들에 깊숙이 흡수되어, 동남아 지역 상황에 맞게 변형된 특유의 문화구조들을 형성하고, 자신들만의 이상적인 문화적 원형을 반영하고자 하였다.

### 만달라
만달라(Mandala)는 우주를 상징하는 종교적 상징으로, 동남아시아 정치 제도에서도 연관되어 있다. 만달라의 중심은 힘을 함유하고 있으며, 이 힘은 외부로 확산된다고 믿는다. 이는 정치 제도가 행정 권력 중심을 지니는 방식을 모사하였다. 한 제국에서 다른 제국으로 바뀜에 따라, 만달라도 왕이나 제국과 연관되어 마치 정치 제도처럼 변화한다.

## 카스트 제도
힌두교 신앙 체계에서, 카스트 제도(caste system)는 세상의 모든 사람들을 각자의 업(業, karma)과 법(法, dharma)에 따라 계서적 집단으로 분류한다. 농부들은 수드라(Shudra)라고 하였고, 상인들은 바이샤라고 하였으며, 사회 질서를 유지하는 전사들은 크샤트리아라고 하였고, 수학 공식이나 철학적 계율 혹은 기타 지식 체계를 암기하고 기억하는 일을 하는 사람들은 브라만이라고 하였다.
인도문화의 브라만은 동남아시아로 자신들의 종교를 전파하였다. 브라만들은 이들 국가로 여행하여 자신들의 신념에 따라 다른 사람들에게 지식을 전달하였고, 이것이 동남아시아에서 힌두교와 불교 문화의 시초가 되었다. 브라만들은 카스트제도를 모든 나라에 전파하였지만, 특히 자바(Java), 발리(Bali), 마두라(Madura), 수마트라(Sumatra)에서 특히 더 그러한 경향을 보였다. 동남아에서는 카스트제도는 인도처럼 엄격하지 않았다. 다양한 문헌들을 통하여, 브라만들이 종교에 있어 큰 역할을 수행하였다고 추측할 수 있다. 양측 카스트제도는 많은 유사성을 보이기 때문에, 양측에서는 모두 사회 내에서 모두가 동등하지 않으면 모든 사람들은 자신만의 자리가 있다고 말한다. 또한 이는 고도로 조직된 중심 국가들을 양산하였다. 양측의 유사성에도, 동남아에서는 힌두 제도를 완전히 채용하지 않았으며 이전에 채용한 것들을 지역 맥락에 따라 적용하기도 하였다. 그럼에도 브라만들은 자신들의 종교, 정치적 이상, 문학, 신학, 예술 등을 수행할 수 있었다.

## 동남아의 히스토그래피
동남아시아의 역사는 대부분 지역에 영향을 끼친 외부 문명들에서 기록한 것이다. 이에 관한 원인으로서 가장 유력한 해석으로는 존재론적 차이, 즉 유럽과 전식민지시기 아시아(precolonial Asia) 간의 근원적으로 양분법적인 역사들이 꼽히고 있는데, 이러한 해석은 아시아 사회의 폭정(despotism), 반계몽주의(obscurantism), 노예적 평등(servile equality)이 역사를 순환적(cyclical)이고 부동이며(immoblie), 비선형적(non-linear)인 것으로 만들었으며  혁신이 발생하더라도 이는 폭군들의 먹이감이 될 뿐이라고 본다.
동남아시아는 고유의 문명을 일으킨 적이 없다는 믿음, 동남아시아 고유의 무능력(indigenous incapacity)과 외부의 은혜(external benefaction)로 인한 발전이 있었다는 믿음은 더 많은 지지를 받았다. 동남아시아로의 인도 건축 및 종교적 영향은 이를 입증하며, 근본적으로 외부에서 파생된 것이며, 따라서 인도화는 동남아시아의 주도가 아닌 인도의 주도로 이뤄진 것이라는 믿음이다.

### 카스트제도의 발전
인도화의 다른 주요 관심은 카스트 제도의 이해와 발전이다. 논점은 카스트제도가 엘리트 과정이었는지 아니면 인도 문화의 도입 과정으로서 각 지역에서 이를 자기화한 것인지에 대한 것이다. 이는 동남아 국가들이 문명화되고 자신들의 이익을 번성시킬 수 있었다는 것을 의미한다. 예를 들어, 캄보디아의 카스트제도는 사회 내 부족(people)에 기초한다. 그러나 인도에서 카스트제도는 태어났을 때 소속된 계층에 따라 기반한다. 증거에 기반하여, 동남아에서는 인도 문화를 자신들에 맞게 적용시켰으며 이 또한 인도화로 알려졌고 취급되어 왔다는 것이다.
카스트제도와 유사하게, 문화 역시 인도화 이론의 타당성을 결정하는 큰 부분이다. 많은 이들은 문헌만이 문화 연대를 추정할 수 있으며 인도화를 증명한다고 주장한다. 통치자의 생애, 사람들의 일상, 장례나 결혼 혹은 특정 관습 의례 등은 그 양이 적지만 인류학자들은 동남아 국가들의 인도화 연대를 추정할 수 있었다. 인도와 동남아의 종교 역시 인류학자들이 문화와 관습이 어디에서 유래하였는지 이해하게 한다.

## 인도화의 쇠퇴

### 이슬람의 부흥
13세기, 이슬람(Islam)은 동남아시아 내 힌두교와 문화를 대체하기 시작했다. 힌두 왕국들에게 닥쳐 온 이슬람 과정은 동남아 각지에 무역로를 확충하였던 무슬림 인도 상인들로부터 시작하였다. 또한, 교역이 동남아시아 지역에서 더욱 포화상태가 되고 인도화가 지속되면서, 동남아시아는 더욱 무슬림 인구로 대체되었다. 이러한 이슬람화(Islamization)는 동남아시아 지역 전체에 걸쳐 교역 중심지 대부분으로 확산되었는데, 가장 영향력 있는 말라카(Malacca)도 이슬람화가 진행되었다.

## 식민주의와의 차이점
아미타브 아차랴(Amitav Acharya)는 “이방인의 도래 및 미지의 땅 점령이라는 것이 수반되지 않았기” 때문에 “인도화는 기존의 식민주의(colonialism)와는 다르다”고 주장한다.
대신, 교역로와 언어 사용을 통한 인도의 영향은 동남아시아 전체에 침투하였고, 하나의 전통을 형성하였다. 인도와 동남아 간의 상호작용은 영향과 지배의 물결로 특징지어진다. 어떤 점에서, 인도 문화는 오로지 동남아 지역으로만 돌파구를 찾았고, 다른 점에서는 영향력이 지배하는데 사용되었다. 인도화와 그 영향력은 동남아 사회와 역사 거의 대부분에서 발견된다. 인도화의 부흥, 인도문화의 영향, 이슬람의 유입 이전에, 동남아시아와 사람들의 역사는 기록되지 않았다. 인도화의 시점은 문화적 조직, 동남아 군주제 왕국의 시작을 특징으로 한다.

## 같이 보기
- 고대 해양사
- 대인도
- 마자파힛 제국
- 믈라카 술탄국
- 시암 데바디라지
- 비단길
- 인도 문화권
- 동남아시아의 인도 영향사
- 인도 해양사
- 촐라국